# Alcarrás
Alcarrás (oficialmente en catalán Alcarràs) es un municipio de Cataluña, España. Perteneciente a la provincia de Lérida, en el oeste de la comarca del Segriá, en el límite con Aragón y a la derecha del río Segre. Incluye los lugares de Montagut y Vallmanya.

## Geografía
Integrado en la comarca del Segriá, se sitúa a 11 kilómetros de la capital provincial. El término municipal está atravesado por la autovía del Nordeste A-2 entre los pK 449 y 454, así como por la autopista AP-2, por la antigua carretera N-IIa y por la carretera provincial L-800 que se dirige hacia Zaidín. 
El término se extiende desde la margen derecha del río Segre (límite sureste del territorio) hasta el sector de plataformas seccionadas en colinas y llanuras que separan las cuencas del Segre y del Cinca, destacando la Sierra del Coscollar (306 m). En el sector septentrional, donde están los pantanos artificiales para el regadío de Montagut, se eleva el llamado Pla de l'Àliga (326 m). Riega el territorio el Canal de Aragón y Cataluña. La altitud del municipio oscila entre los 326 metros al noreste (Pla de l'Àliga) y los 119 metros a orillas del Segre. El pueblo se alza a 137 metros sobre el nivel del mar. 
| Noroeste: Gimenells y El Pla de la Font | Norte: Lérida        | Noreste: Lérida   |
| Oeste: Zaidín (Huesca) y Fraga (Huesca) |                      | Este: Lérida      |
| Suroeste: Torres de Segre               | Sur: Torres de Segre | Sureste: Sudanell |

## Historia
La población actual es de origen islámico, pero no apareció documentada históricamente hasta el siglo XII.[cita requerida] En el Ordinatio del obispado de Lérida de 1168 aparece como «Alcarraz», al igual que en otros documentos, referido al castillo sarraceno y la iglesia. Según Jerónimo Zurita, el conde Armengol VI de Urgel conquistó entre 1147 y 1448 Alcarrás, Alguaire y Aitona.
En el siglo XVI sus sucesores se emparentaron con familias castellanas y dejaron incluso de residir en Barcelona. La población volvió a sufrir las consecuencias de la guerra de los Segadores y los franceses ocuparon el castillo en 1642, donde pusieron una guarnición, y después el castillo quedó definitivamente inhabilitado, como confirma el marqués Filipo de Corsini , que acompañaba a Cosme de Médici en 1668, cuando dice que se encontraron una población muy arruinada llamada Alcarrás, donde apenas se veían los restos de un pequeño castillo.[cita requerida]
Alcarrás también sufrió la guerra de Sucesión, pero en 1721 se había rehecho una parte y constituía ayuntamiento. En el siglo XVIII, coincidiendo con un notable incremento demográfico, se edificó la gran iglesia y el núcleo se extendió a lo largo de la entonces carretera de Madrid. 
En la guerra del Francés los vecinos de Alcarrás se constituyeron en somatén y lucharon bajo las órdenes del coronel Baget en la sierra de Alcubierre y en el Bruch.[cita requerida] El ejército francés ocupó el pueblo en 1810, de cara a la toma de Lérida. La población alojó destacamentos liberales en la primera y tercera guerra carlista.[cita requerida]
En 1840, ya con ayuntamiento constitucional, se crearon las escuelas y entre 1828 y 1900 se explotó el balneario de Alcarrás. Aparecieron también nuevas industrias (harina, sulfuros, aguardiente, etc.).[cita requerida]
Históricamente regado con el canal de Piñana, a principios del siglo XX llegaron también las aguas del Canal de Aragón y Cataluña.

## Geografía humana

### Demografía
Cuenta con una población de 10 018 habitantes (INE 2024).
| Gráfica de evolución demográfica de Alcarrás entre 1842 y 2021 |
| |
| Población de derecho según los censos de población del INE Población de hecho según los censos de población del INEEn estos censos se denominaba Alcarraz: 1842 En estos censos se denominaba Alcarrás: 1857, 1860, 1877, 1887, 1897, 1900, 1910, 1920, 1930, 1940, 1950, 1960, 1970 y 1981 |

| Nacionalidad | Hombres | Mujeres | Total | %     | Proporción |
| ------------ | ------- | ------- | ----- | ----- | ---------- |
| Española     | 3390    | 3268    | 6658  | 69.0% |            |
| Extranjera   | 1640    | 1339    | 2979  | 30.9% |            |

| 1900 | 1930 | 1950 | 1970 | 1981 | 1986 | 2010 |
| ---- | ---- | ---- | ---- | ---- | ---- | ---- |
| 2342 | 3053 | 3394 | 3969 | 4323 | 4402 | 8029 |

La autovía A-2 y a la autopista AP-2 atraviesan el término municipal. También hace parada la línea nocturna de autobús NL1 Lérida - Granja de Escarpe

## Economía
Agricultura de secano y de regadío. Ganadería bovina, ovina, porcina y avicultura.

## Símbolos
El escudo de Alcarrás se define por el siguiente blasón:
«Escudo losanjado: de argén, una carrasca de sinople. Por timbre una corona mural de villa.»
Fue aprobado el 3 de mayo de 2007 y publicado en el DOGC el 7 de junio del mismo año, en el DOGC número 4899.
Uno de los mayores terratenientes del pueblo fue la esposa de Francisco Macià (presidente de la Generalidad durante parte de la II República), Eugènia Lamarca de Mier.

## Monumentos y lugares de interés
- Biblioteca Joaquim Montoy, inaugurada en 2006, que cuenta con una superficie de 493 m² y un fondo de 26 000 documentos.

- Parroquia de la Asunción Madre de Dios, construida entre 1760 y 1765, con la fachada de estilo barroco.

- Antigua Casa de los Canónigos y ermita de Santa Ana, del siglo XVIII.

- Centro de interpretación de la Vida Rural, herramientas del mundo rural, octubre de 2017.

- Alzina centenaria, árbol centenario que se refleja en el escudo de la vila.

- «El Fossar, Centre d'Interpretació del Món Rural d'Alcarràs». Marzo 2015.[10]

## Cultura
- Alcarràs, película de 2022 dirigida por Carla Simón. Rodada en catalán, ganó el Oso de Oro en la septuagésima segunda edición de la Berlinale y se convirtió en la primera película en catalán en recibir este galardón. La ciudad se hace famosa internacionalmente gracias a esta película.[11]